# Мы как мученики попадём в рай, а они просто сдохнут

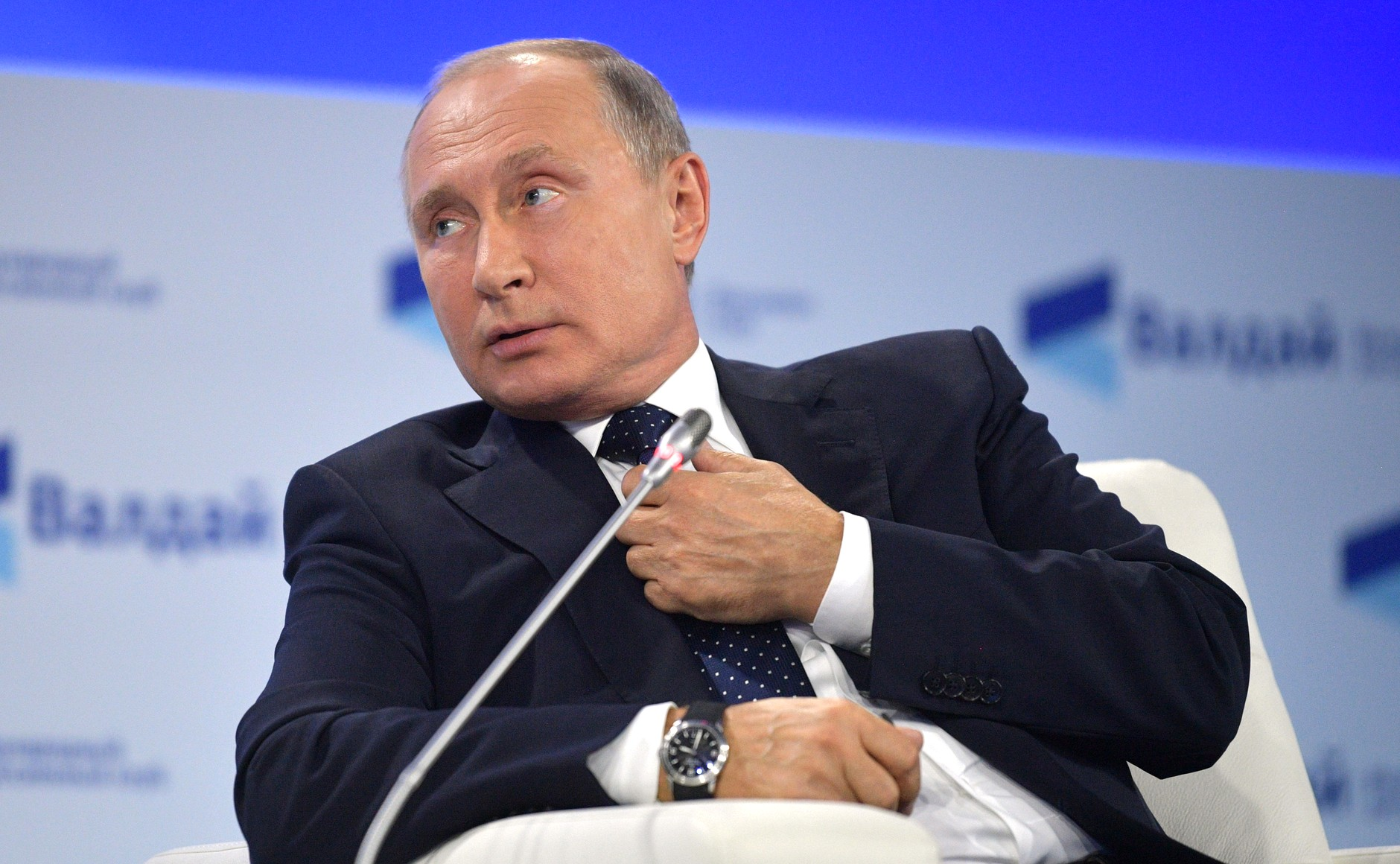
Владимир Путин на XV заседании Международного дискуссионного клуба «Валдай» 18 октября 2018 года

«Мы как мученики попадём в рай, а они просто сдохнут» — интернет-мем, возникший в результате прямого цитирования высказывания президента России Владимира Путина в отношении «бесславной гибели врагов», в отличие от «прямого попадания в рай россиян» при использовании ядерного оружия, реагируя на вопрос об увеличении риска ядерной войны, которое прозвучало на ежегодном международном форуме «Валдай» в Сочи в октябре 2018 года. Слова имели большой резонанс и широко цитировались в западных СМИ.

## История
18 октября 2018 года во время участия в ежегодном международном форуме «Валдай» в Сочи, Владимир Путин, обсуждая вопросы ядерной безопасности, в ответ на вопрос модератора дискуссии, сказал: «Суть ядерной доктрины России в том, что агрессор должен знать, что возмездие неизбежно, что он будет уничтожен. А мы — жертвы агрессии, и мы как мученики попадём в рай, а они просто сдохнут, потому что даже раскаяться не успеют». После этих слов в зале раздался смех и аплодисменты.
3 октября 2019 года на очередном заседании форума «Валдай» журналисты, напоминая об этом высказывании, задали Путину вопрос: «Стали ли мы за этот год ближе к раю?», на который Путин ответил: «Мы все всегда одинаково близки к Господу, Он определит, где нам находиться после окончания земного пути».
27 октября 2022 года на заседании форума «Валдай» модератор дискуссии Фёдор Лукьянов снова напомнил Путину о данном высказывании, задав следующий вопрос: «Многие занервничали, вспомнив ваше высказывание вот здесь же, на нашем мероприятии четыре года назад, что мы все в рай попадем. Мы не торопимся же, правда?». Путин промолчал, и это вызывало обеспокоенность модератора. Лукьянов заявил: «Вот вы задумались, это уже настораживает». В ответ на это он получил фразу «А я специально задумался, чтобы вы насторожились. Эффект достигнут».
27 июня 2025 года отвечая на вопросы журналистов после саммита ЕАЭС в Минске сравнил развитие российской экономики и экономики стран ЕС в условиях войны с Украиной: «Что в странах Запада происходит? Они всё время нас хоронят. Сами скоро сдохнут там. А нас хоронят постоянно, не переставая».

## Оценки

### Политические оценки
По оценкам пресс-секретаря президента России Дмитрия Пескова, главный посыл фразы Путина заключался в «отсутствии у России планов наносить превентивный удар». По мнению журнала «The New Yorker», слова Путина являются попыткой добиться ядерного запугивания мировой общественности.

### Религиозно-философские оценки
Православный публицист и педагог А. Б. Рогозянский считает, что в данном высказывании Путина «религиозное, а на самом деле скорее квазирелигиозное обоснование используется в качестве риторической фигуры речи, без отнесения к теологическим аргументам, просто как синоним абсолютного императива». Рогозянский пишет: «Требуется подать международным контрагентам сигнал по поводу своей крайней решимости, готовности умереть за идею, и религиозные „рай“, „ад“, „вечная погибель“ идеально подходят для целей упомянутого политического манифестирования».
Протодиакон Андрей Кураев, комментируя высказывание Путина, провел историческую параллель: «Что ж, президент Путин — далеко не первый правитель, который озабочен тем, чтобы его легионы шагали прямо в рай и верили в то, что они туда непременно попадут. Когда-то в Византии царствовал император Лев Мудрый, который тоже очень хотел, чтобы византийская церковь приняла догму о том, чтобы все солдаты, погибшие на поле боя, сразу попадали в рай. И надо отдать должное Константинопольскому Патриарху Николаю Мистику и его епископам, потому что они все-таки устояли перед требованием правителя
<…>
У нас важно, что человек сделал при жизни, а не то, какая у него будет смерть».

### Лингвистический анализ
Кандидат филологических наук Е. А. Цуканов назвал высказывание Путина «сборным тезаурусом, сложным семиотическим конструктом», в котором исследователь выделяет «политические, исторические, религиозные, семейно-бытовые и возрастные плагины», в плоскости которых действует президент России. Цуканов считает, что высказывание имело мощный медийный резонанс по причине своей особой эмоциональности и внешней провокативности, а фраза требует очень пристального внимания и детального изучения средствами акторно-сетевой теории.

### В культуре
Польский художник Владимир Позняк в мае 2020 года провёл выставку с названием «Мы умрём, как животные, а они попадут в рай» (англ. We'll Just Die Like Animals and They Will go to Heaven), лейтмотивом к которой было высказывание Путина.
На английский данную фразу переводили по-разному:
- Aggressors will be annihilated, we will go to heaven as martyrs[15];
- We will go to heaven as martyrs, and they will just drop dead[16];
- As martyrs, we will go to heaven and they will just croak[17].
- We will go to heaven, and they will just die[18];
- We would go to heaven, and they would simply perish[19];
- We would be victims of aggression and would go to heaven as martyrs[19].

### Использование в пропаганде
The New Yorker отмечает использование высказывания в российской пропаганде, и пишет, что подходящие к использованию слова и цитируемые высказывания немногочисленны — «вот, среди прочего, почему пропагандистская машина так широко использует пару высказываний Путина от 2018 года, о русских, идущих прямо в рай, и о том, что им не нужен мир, в котором нет России».

## Рейтинги
В 2018 году выражение «Мы попадём в рай, а они просто сдохнут» заняло первое место в номинации «Антиязык» в рамках акции Слово года в России.